# Anton Kathrein junior
Anton Kathrein jun. (* 11. Januar 1951 in Rosenheim; † 13. November 2012 in Altenbeuern) war ein deutscher Unternehmer in der Antennentechnik.

## Werdegang
Kathrein wurde am 11. Januar 1951 als Sohn des Unternehmers Anton Kathrein (senior) geboren. Seit dem Tode des Vaters (1972) führte er die Kathrein-Werke zum weltgrößten Antennenhersteller, bis er am 13. November 2012 an Herzversagen starb, die Beisetzung erfolgte am 19. November 2012 in Altenbeuern.
Anton Kathrein jun. wirkte als führendes Mitglied verschiedener Unternehmensverbände (ZVEI, vbw, bayme, vbm, IHK München/Oberbayern), seit 1984 als Stadtrat in Rosenheim und seit 1992 als Honorarprofessor an der Fachhochschule Rosenheim. 1998 promovierte er mit einem betriebswirtschaftlichen Thema und erhielt 1999 eine weitere Honorarprofessur an der Universität Timișoara.
Am 28. November 2012 wurde bekannt gegeben, dass sein Sohn Anton Klaus Kathrein die Nachfolge seines Vaters als alleiniger Gesellschafter der Kathrein-Werke angetreten hat.

## Auszeichnungen
- Bundesverdienstkreuz 1. Klasse[1]
- Bayerischer Verdienstorden
- Großer Tiroler Adler-Orden 2001[9]
- Rudolf-Diesel-Medaille 2004
- Unternehmerpreis des Deutschen Mittelstands 2006